# 크릴
난바다곤쟁이(krill 크릴[*])는 난바다곤쟁이목(학명: Euphausiacea)에 속하는 갑각류들의 통칭이다. 새우와 비슷하게 생긴 해양 무척추동물이지만 새우와 친족 관계인 동물은 아니다. 최대 5cm까지 자라며 이들은 고래, 펭귄, 일부 상어, 물범, 심지어 인간에게 중요한 식량원이다. 흰수염고래는 하루에 약 400만 마리나 되는 난바다곤쟁이를 먹는다. 거대한 떼를 지어 나타나기도 해 가끔 바다를 온통 붉게 물들인다. "크릴"이라는 말은 노르웨이어로 "작은 물고기 치어"라는 krill에서 유래했다.
난바다곤쟁이는 세계 곳곳에 존재하지만, 특히 남극해의 먹이사슬에서 아주 중요한 역할을 맡고 있다. 남극을 터전으로 삼고 살아가는 해양생물들, 대왕고래, 혹등고래, 참고래, 밍크고래 뿐만 아니라 아델리펭귄, 젠투펭귄도 난바다곤쟁이를 먹이로 삼는다. 이외에도 작은 물고기들과 남극바다표범도 모두 이 갑각류를 먹이로 먹는다.

## 분류
크릴은 큰 절지동물문인 갑각류에 속한다. 가장 친숙하고 가장 큰 갑각류 그룹인 연갑류에는 크릴새우(Euphausiacea), 십각목(Decapoda, 즉 새우, 새우, 바닷가재, 게) 및 플랑크톤성 암피오니데스(Amphionidacea)의 세 가지 목으로 구성된 상위 목 진하상목(Eucarida)이 포함된다.
유파우시아목(Euphausiacia)은 2개의 과로 구성되어 있다. 더 풍부한 난바다곤쟁이과(Euphausiidae)에는 총 85종의 10가지 속이 포함되어 있다. 이 중 유파우시아(Euphausia) 속이 31종으로 가장 크다. 덜 알려진 과인 벤투파우시아과(Bentheuphausiidae)에는 1,000m(3,300ft) 미만의 심해에 서식하는 심해성 크릴인 Bentheuphausia amblyops라는 한 종만 있다. 현존하는 가장 원시적인 크릴 종으로 간주된다.
상업용 크릴 어업에서 잘 알려진 난바다곤쟁이과 종에는 남극 크릴(Euphausia Superba), 태평양 크릴(E. pacifica) 및 북부 크릴(Meganyctiphanes norvegica)이 포함된다.
- 난바다곤쟁이과 (Euphausiidae)
  - Euphausia
  - Meganyctiphanes
  - Nematobrachion
  - Nematoscelis
  - Nyctiphanes
  - Pseudeuphausia
  - Stylocheiron
  - Tessarabrachion
  - Thysanoessa
  - Thysanopoda
- Bentheuphausiidae
  - Bentheuphausia

## 생활력과 행동
크릴새우의 생활사는 종마다 세부적인 사소한 차이가 있음에도 불구하고 상대적으로 잘 알려져 있다. 크릴새우가 부화한 후 노플리우스(nauplius), 슈도메타나우플리우스(pseudometanauplius), 메타나우플리우스(metanauplius), 칼립톱시스(calyptopsis), 퍼실리아(furcilia) 등 여러 유충 단계를 경험하며, 각 단계는 하위 단계로 나뉜다. 슈도메타나우플리우스 단계는 소위 "낭 생성자"(sac-spawner)라고 불리는 알을 낳는 주머니 안에 알을 낳는 종들에게만 해당된다. 유충은 자라면서 반복적으로 성장하고 탈피하며, 너무 작아지면 단단한 외골격을 교체한다. 작은 동물은 큰 동물보다 더 자주 털갈이를 한다. 몸 안에 있는 노른자는 메타나우플리우스 단계를 통해 유충에게 영양을 공급한다.
칼립토시스 단계에서는 입과 소화관이 발달할 만큼 분화가 충분히 진행되어 식물성 플랑크톤을 먹기 시작한다. 그 무렵에는 노른자가 고갈되고 유충은 해조류가 번성하는 바다의 상층부인 광역대에 도달했을 것이다. 퍼실리아 단계에서는 가장 앞쪽 부분부터 시작하여 한 쌍의 수영모가 있는 부분이 추가된다. 각각의 새로운 쌍은 다음 털갈이에서만 기능하게 된다. 퍼실리아 단계 중 하나에 추가되는 세그먼트 수는 환경 조건에 따라 한 종 내에서도 달라질 수 있다. 최종 퍼실리아 단계 이후 미성숙한 새끼는 성체와 유사한 형태로 출현하고 이후 생식선이 발달하여 성적으로 성숙한다.

## 같이 보기
- 갑각류